# SubSonex (Sonex)
El SubSonex es un avión de reacción experimental, monoplaza, construido por aficionados de la división de desarrollo «Hornet's Nest» de Sonex Aircraft.

## Diseño y desarrollo

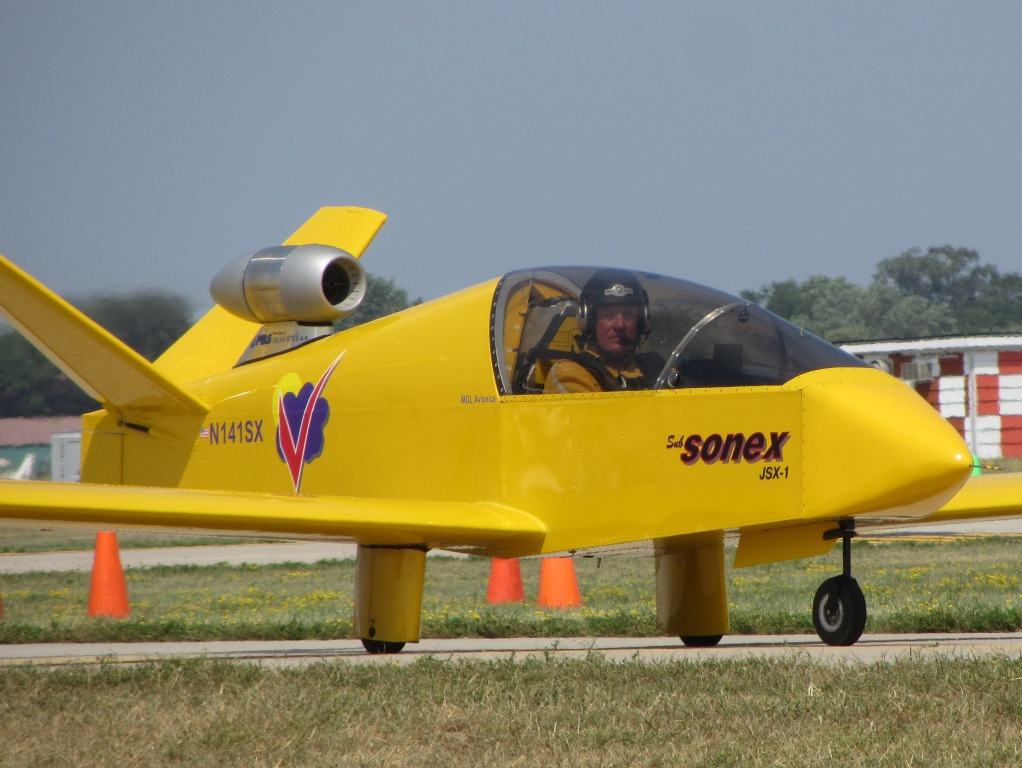
Vuelo de demostración del SubSonex JSX-1.

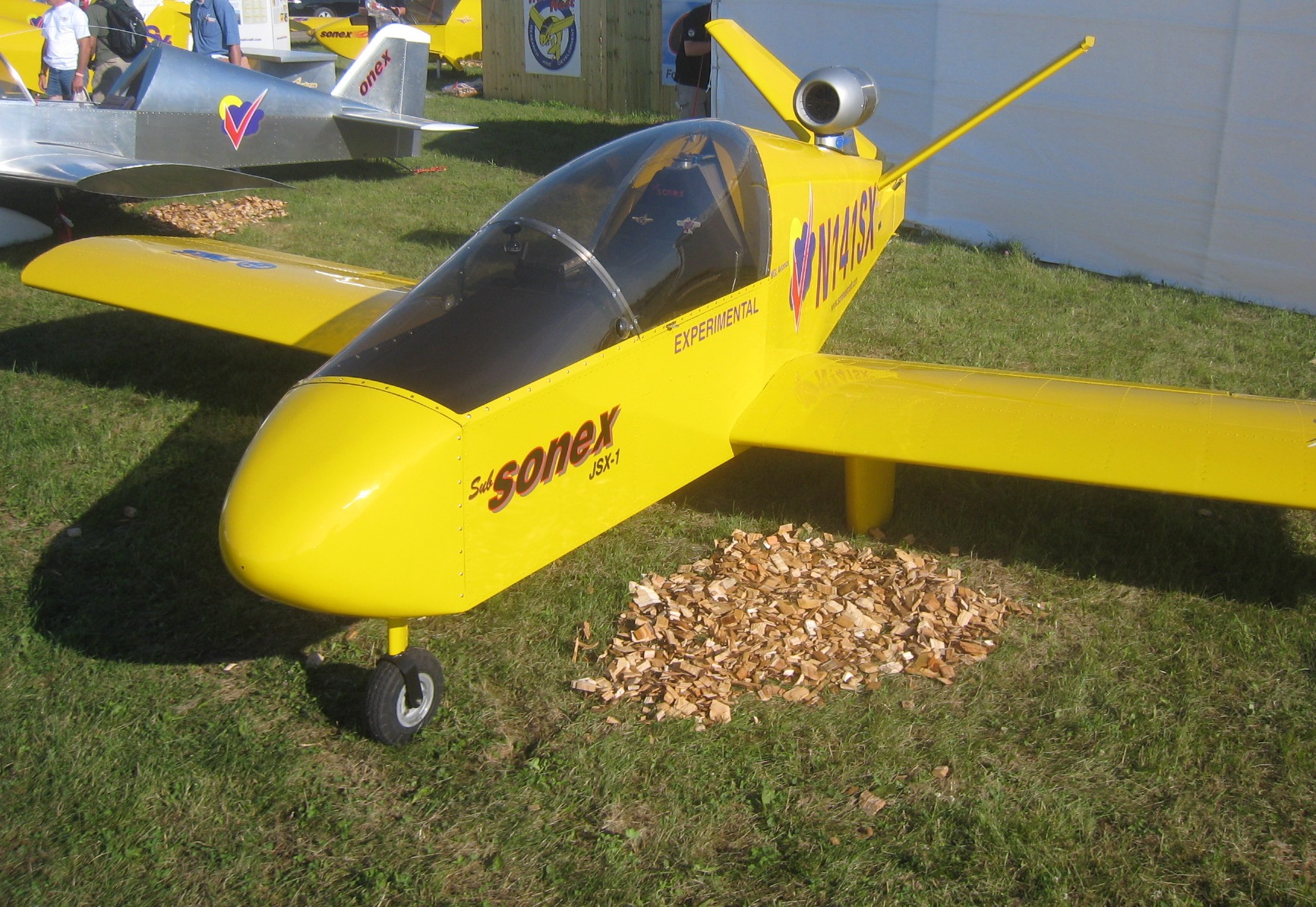
Prototipo del JSX-1.

El JSX-1 es un avión a reacción monoplaza y monomotor similar en diseño a un Onex, con una cola en Y estilo Waiex, tren de aterrizaje principal fijo y una rueda de morro retráctil. Presentado en AirVenture 2009, está propulsado por un motor turborreactor PBS TJ100 de fabricación checa montado sobre el fuselaje de popa, con el escape saliendo entre la cola en Y. Realizó las primeras pruebas de motor en diciembre de 2009. El motor produce 1100 N (240 lb) de empuje. Originalmente desarrollado con solo una rueda central, una rueda de cola y pequeños estabilizadores en las puntas de las alas, el prototipo experimentó problemas de control direccional durante las pruebas de rodaje.
El modelo de producción del SubSonex es el JSX-2. El tren de aterrizaje se cambió a una configuración de triciclo neumática y totalmente retráctil. Las pruebas en vuelo fueron realizadas por el artista del planeador Bob Carlton en agosto de 2011.
En el AirVenture 2013, la empresa comenzó a aceptar depósitos de 10 000 dólares estadounidenses para kits de producción. El precio proyectado del kit fue de 125 000 dólares en 2013 y 135 000 en 2014.
El primer kit JSX-2 se envió a un cliente en febrero de 2015 y se completó y voló en octubre de 2015.

## Historia operativa
Hasta enero de 2022, se habían registrado 17 ejemplares en los Estados Unidos ante la Administración Federal de Aviación.

## Variantes

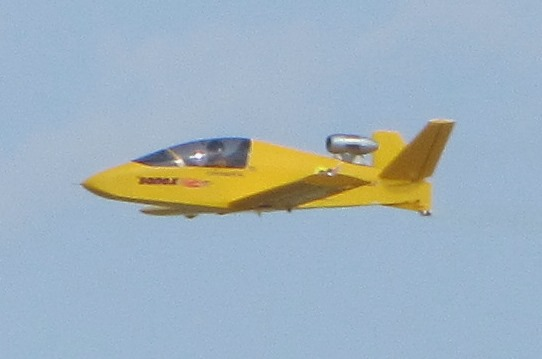
SubSonex JSX-2

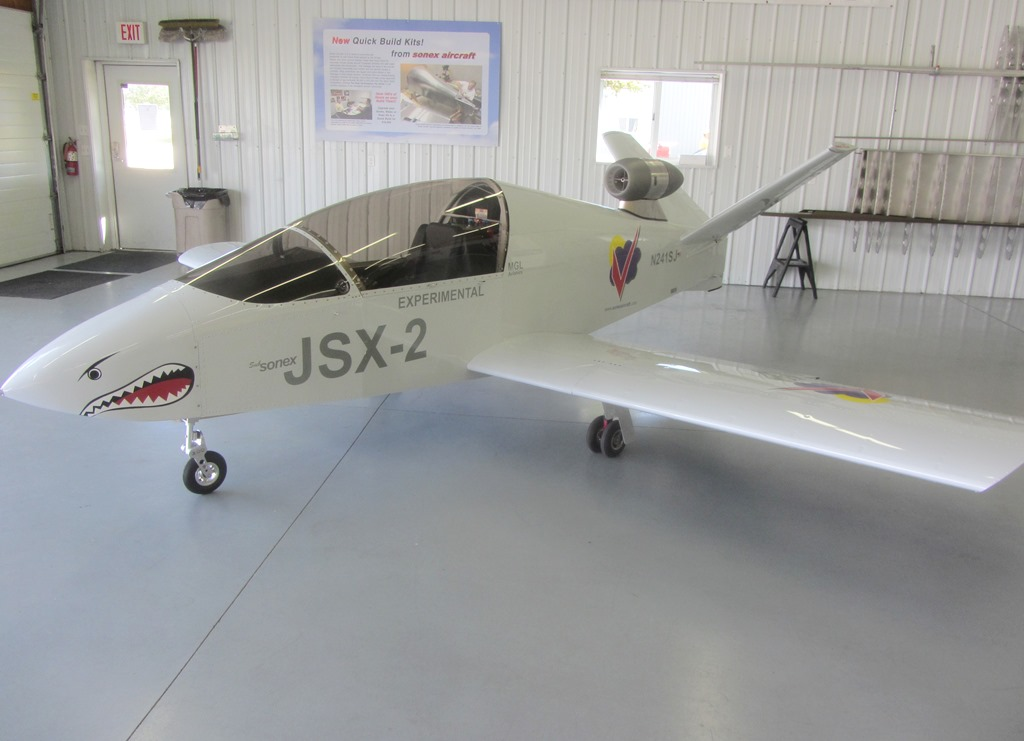
SubSonex JSX-2

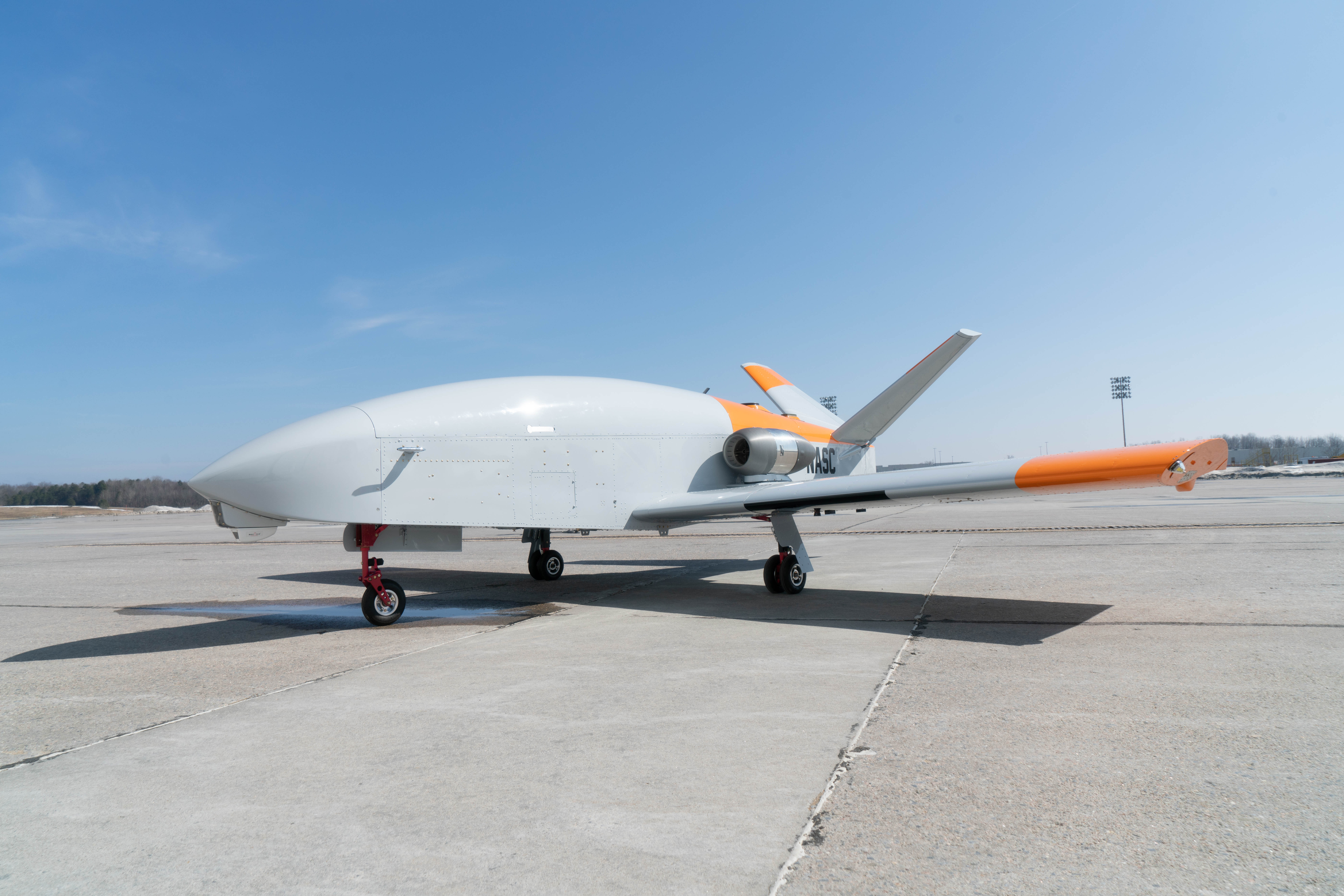
NASC Tracer.

JSX-1
Versión prototipo.
JSX-2
Segunda versión con paracaídas BRS, fuselaje más ancho, morro más aerodinámico y tren de aterrizaje totalmente retráctil. Bob Carlton realizó el primer vuelo de prueba con el prototipo JSX-2 el 10 de julio de 2014 desde Wittman Field. Entró en producción como un kit construido por aficionados en el otoño de 2014.
JSX-2T
Versión de dos asientos en configuración lado a lado anunciada en julio de 2019. Utiliza el mismo motor turborreactor PBS TJ-100, con la opción del PBS TJ-150. Se prevé que el diseño ofrezca una velocidad de crucero de más de 173 nudos (322 km/h) y una carga útil estimada de 970 lb (440 kg). El avión se iba a exhibir públicamente por primera vez en el Airventure en julio de 2020, pero el evento fue cancelado debido a la pandemia de COVID-19.
NASC Tracer
Modelo de VAT de doble turbina para aplicaciones militares y civiles, diseñado por Sonex y Navmar Applied Sciences Corporation (NASC).

## Especificaciones (JSX-2)
Características generales
- Tripulación: 1
- Longitud: 5,03 m
- Longitud de plano: 5.5 m
- Área del plano: 5,6 m2
- Perfil alar: 64-415
- Peso en vacío: 500 lb (227 kg)
- Peso máximo: 1,000 lb (454 kg)
- Capacidad total: 150 L
- Motor: 1 × PBS TJ100 turborreactor, 290 lbf (1,3 kN)

Rendimiento
- Velocidad crucero: 210 kn (240 mph, 390 km/h)
- Velocidad de aterrizaje: 50 kn (58 mph, 93 km/h)
- Velocidad a no exceder: 249 kn (287 mph, 462 km/h)
- Rango: 420 nmi (480 mi, 770 km) con reserva de 30 minutos
- Limite de g: +4,4/-2,2 en configuración normal, +6/-3 en configuración acrobática
- Velocidad de ascenso: 1 600 pies/min (8,1 m/s) a nivel del mar
- Consumo: 68 L por hora de vuelo

Aviónica
- Instrumento MGL Avionics Flight II y transceptor MGL V10 Com.